# Amplinus tapachulae
Amplinus tapachulae är en mångfotingart som beskrevs av Chamberlin 1943. Amplinus tapachulae ingår i släktet Amplinus och familjen Aphelidesmidae. Inga underarter finns listade i Catalogue of Life.